# 竹野百香
竹野 百香（たけの ももか、2002年8月22日 - ）は、三重県出身の女子競輪選手。日本競輪選手会三重支部所属、ホームバンクは松阪競輪場。日本競輪選手養成所（以下、養成所）第124期。師匠は舛井幹雄（71期）。

## 来歴
中学から三重県立朝明高等学校入学後1年生の夏まではバスケットボールをやっていたが、高校では環境に馴染めず行き詰まっていた時、同校自転車競技部に在籍していた兄から誘われ自転車競技を始める。ホームバンクは松阪だが、四日市市の高校に通学していたこともあり、在学中は四日市競輪場でも練習を積んだ。高校在学中の実績としては、2020年全日本自転車競技選手権大会トラックレース・スプリント2位などがある。
2022年1月13日、養成所第124回生入所試験に合格。養成所での訓練成績は1位（15勝）、卒業記念レースでは決勝戦4着。
2023年4月30日、宇都宮FII・競輪ルーキーシリーズでデビュー。デビュー戦で初勝利を挙げる。また、初優勝も同開催（5月2日）。その後、同年はルーキーシリーズ3戦目となる松戸FII、10月の第1回オールガールズクラシック（松戸）アンダーカード・グループBで完全優勝、8月の競輪ルーキーシリーズ プラス（向日町）でも優勝するなどし、年間で124期生としてはトップとなる638万4000円を獲得。
2024年のGI・第2回パールカップ（岸和田競輪場）では124期の中で唯一出場正選手として選抜された（同期の中では初のGI出場）。